# Dutch Open 1996
Die P&H Dutch Open 1996 im Badminton fanden vom 2. bis zum 6. Oktober 1996 im Sportcentrum de Maaspoort in Den Bosch statt. Das Preisgeld betrug 60.000 US-Dollar.

## Sieger und Platzierte
| Disziplin    | Gold                             | Silber                           | Bronze                         |
| ------------ | -------------------------------- | -------------------------------- | ------------------------------ |
| Herreneinzel | Sun Jun                          | Poul-Erik Høyer Larsen           | Darren Hall                    |
| Herreneinzel | Sun Jun                          | Poul-Erik Høyer Larsen           | Chen Gang                      |
| Dameneinzel  | Yao Yan                          | Han Jingna                       | Catrine Bengtsson              |
| Dameneinzel  | Yao Yan                          | Han Jingna                       | Mette Pedersen                 |
| Herrendoppel | Ge Cheng Tao Xiaoqiang           | Liu Yong Zhang Wei               | Nick Ponting John Quinn        |
| Herrendoppel | Ge Cheng Tao Xiaoqiang           | Liu Yong Zhang Wei               | Simon Archer Chris Hunt        |
| Damendoppel  | Eline Coene Erica van den Heuvel | Margit Borg Christine Gandrup    | Kelly Morgan Joanne Muggeridge |
| Damendoppel  | Eline Coene Erica van den Heuvel | Margit Borg Christine Gandrup    | Nichola Beck Joanne Davies     |
| Mixed        | Jan-Eric Antonsson Astrid Crabo  | Peter Axelsson Catrine Bengtsson | Ian Pearson Sarah Hardaker     |
| Mixed        | Jan-Eric Antonsson Astrid Crabo  | Peter Axelsson Catrine Bengtsson | Stephan Kuhl Nicol Pitro       |

## Finalresultate
| Disziplin    | Sieger                           | Finalist                         | Ergebnis                  |
| ------------ | -------------------------------- | -------------------------------- | ------------------------- |
| Herreneinzel | Sun Jun                          | Poul-Erik Høyer Larsen           | 5-9, 9-3, 9-3, 9-5        |
| Dameneinzel  | Yao Yan                          | Han Jingna                       | 9-2, 9-2, 9-0             |
| Herrendoppel | Ge Cheng Tao Xiaoqiang           | Zhang Wei Liu Yong               | 11-8, 9-11, 9-4, 7-9, 9-3 |
| Damendoppel  | Eline Coene Erica van den Heuvel | Margit Borg Christine Gandrup    | 9-5, 9-1, 5-9, 9-2        |
| Mixed        | Jan-Eric Antonsson Astrid Crabo  | Peter Axelsson Catrine Bengtsson | 9-0, 9-7, 9-6             |